# Acraea isabellina
Acraea isabellina är en fjärilsart som beskrevs av Stoneham 1943. Acraea isabellina ingår i släktet Acraea och familjen praktfjärilar. Inga underarter finns listade i Catalogue of Life.